# Petculești
Petculești – wieś w Rumunii, w okręgu Aluta, w gminie Grădinari. W 2011 roku liczyła 1114 mieszkańców.